# Pompeja psorica
Pompeja psorica är en fjärilsart som beskrevs av Herrich-Schäffer 1854. Pompeja psorica ingår i släktet Pompeja och familjen ädelspinnare. Inga underarter finns listade i Catalogue of Life.